# هانیل سمنت
هانیل سمنت (انگلیسی: Hanil Cement) شرکت مصالح ساختمانی کره‌ای است، که در سال ۱۹۶۱ تأسیس شد.